# مورین، آلبرتا
مورین، آلبرتا (به انگلیسی: Morrin) یک منطقهٔ مسکونی در کانادا است که در آلبرتا واقع شده‌است. مورین ۲۴۰ نفر جمعیت دارد و ۸۳۲ متر بالاتر از سطح دریا واقع شده‌است.